# Campionati europei di sollevamento pesi 2025 - +87 kg femminile
Le gare di sollevamento pesi della categoria oltre gli 87 kg femminile — pesi supermassimi — dei campionati europei del 2025 si sono svolte il 21 aprile 2025 a Chișinău presso la Chișinău Arena.

## Programma
L'orario indicato corrisponde a quello moldavo (UTC+03:00)
| Data           | Orario | Evento   |
| -------------- | ------ | -------- |
| 21 aprile 2025 | 13:00  | Gruppo A |

## Medagliate
Per ciascun esercizio, le prime tre classificate sono le seguenti:
| Esercizio | Oro            | Oro    | Argento           | Argento | Bronzo           | Bronzo |
| --------- | -------------- | ------ | ----------------- | ------- | ---------------- | ------ |
| Strappo   | Emily Campbell | 120 kg | Kiara Klug        | 111 kg  | Valentyna Kisil' | 110 kg |
| Slancio   | Emily Campbell | 161 kg | Krystyna Borodina | 132 kg  | Kiara Klug       | 131 kg |
| Totale    | Emily Campbell | 281 kg | Kiara Klug        | 242 kg  | Valentyna Kisil' | 237 kg |

## Record
Prima di questa competizione, i record mondiali ed europei esistenti erano i seguenti:
| Record mondiale | Strappo | Li Yan            | 149 kg | Manama, Bahrein       | 15 dicembre 2024 |
| Record mondiale | Slancio | Li Wenwen         | 187 kg | Tashkent, Uzbekistan  | 25 aprile 2021   |
| Record mondiale | Totale  | Li Wenwen         | 335 kg | Tashkent, Uzbekistan  | 25 aprile 2021   |
| Record europeo  | Strappo | Tat'jana Kaširina | 146 kg | Batumi, Georgia       | 13 aprile 2019   |
| Record europeo  | Slancio | Tat'jana Kaširina | 185 kg | Aşgabat, Turkmenistan | 10 novembre 2018 |
| Record europeo  | Totale  | Tat'jana Kaširina | 331 kg | Batumi, Georgia       | 13 aprile 2019   |

## Risultati
| Pos. | Atleta                         | Gr. | Peso atleta | Strappo (kg) | Strappo (kg) | Strappo (kg) | Strappo (kg) | Slancio (kg) | Slancio (kg) | Slancio (kg) | Slancio (kg) | Totale |
| Pos. | Atleta                         | Gr. | Peso atleta | 1            | 2            | 3            | Pos.         | 1            | 2            | 3            | Pos.         | Totale |
| ---- | ------------------------------ | --- | ----------- | ------------ | ------------ | ------------ | ------------ | ------------ | ------------ | ------------ | ------------ | ------ |
|      | Emily Campbell (GBR)           | A   | 131.10      | 112          | 116          | 120          |              | 150          | 156          | 161          |              | 281    |
|      | Kiara Klug (GER)               | A   | 92.90       | 106          | 109          | 111          |              | 127          | 131          | 133          |              | 242    |
|      | Valentyna Kisil' (UKR)         | A   | 100.80      | 105          | 108          | 110          |              | 121          | 127          | 127          | 4            | 237    |
| 4    | Krystyna Borodina (UKR)        | A   | 95.60       | 98           | 102          | 102          | 5            | 126          | 128          | 132          |              | 230    |
| 5    | Meri Tumasyan (ARM)            | A   | 101.60      | 90           | 95           | 98           | 6            | 110          | 116          | 122          | 6            | 214    |
| 6    | Džesika Ivanova (BUL)          | A   | 96.80       | 91           | 95           | 98           | 7            | 115          | 120          | 120          | 7            | 210    |
| 7    | Anastasia Cîlcic (MDA)         | A   | 88.30       | 85           | 90           | 94           | 8            | 110          | 116          | 120          | 5            | 210    |
| 8    | Aurelia Rebekka Pedersen (DEN) | A   | 131.60      | 90           | 95           | 98           | 9            | 105          | 110          | 115          | 8            | 205    |
| —    | Mercy Brown (GBR)              | A   | 104.50      | 104          | 108          | 111          | 4            | —            | —            | —            | —            | —      |
| —    | Julieta Avanesyan (ARM)        | A   | 127.00      | 80           | 86           | 91           | 10           | —            | —            | —            | —            | —      |